# اندیس آنومالی استینوا
آنومالی استینوا یک اندیس فلزی است که در حوالی شهر بهشهر استان مازندران قرار دارد و مادهٔ معدنی موجود در آن، طلا است.سنگ میزبان این اندیس سنگ‌های ولکانیکی قلیایی، شیست، کوارتز و متادیاباز. است  در این اندیس، پاراژنز‌های آرسنوپیریت، سرب طبیعی، گالن، باریت، بلند و طلا یافت می‌شوند.